# Zatoka Dwińska
Zatoka Dwińska (ros. Двинская губа, Dwinskaja guba) – zatoka w północno-zachodniej Rosji, część Morza Białego. Nad zatoką położone są miasta Siewierodwińsk i Archangielsk.
8 sierpnia 2019 na poligonie w obwodzie archangielskim doszło do wybuchu przy testowaniu pocisku z napędem jądrowym. Po wybuchu władze Rosji zamknęły do 8 września 2019 Zatokę Dwińską dla żeglugi.